# Nó-Ulo (Ort)
Nó-Ulo (Noulo, No Ulo) ist eine osttimoresische Siedlung im Suco Suro-Craic (Verwaltungsamt Ainaro, Gemeinde Ainaro).

## Geographie und Einrichtungen
Das Dorf Nó-Ulo liegt im Zentrum der Aldeia Nó-Ulo in einer Meereshöhe von 637 m, an der Straße, die die Aldeia von Nord nach Süd durchquert. Nördlich befindet sich das Dorf Orema. Im Süden schließt sich das Dorf Ria-Mori in der gleichnamigen Aldeia an. Die Grenze zwischen den beiden Dörfern, beziehungsweise den Aldeias markiert die Brücke Kiik Nó-Ulo. Zwischen Ortszentrum und Brücke befindet sich der Friedhof von Nó-Ulo.